# Pedro Feliciano
Pedro Juan Feliciano (Río Piedras, 25 agosto 1976 – Vega Alta, 8 novembre 2021) è stato un giocatore di baseball portoricano.

## Carriera

### Minor League
Feliciano venne selezionato al 31º giro del draft amatoriale del 1995 come 863a scelta dai Los Angeles Dodgers. Nello stesso anno giocò nella Pioneer League rookie con i Great Falls Voyagers, chiuse con 13.50 di ERA in 6 partite. Nel 1996 finì con 2 vittorie e 3 sconfitte, 5.71 di ERA e 3 salvezze su 3 opportunità in 22 partite.
Nel 1997 passò nella South Atlantic League singolo A con i Savannah Sand Gnats, chiuse con 3 vittorie e 7 sconfitte, 2.64 di ERA e 4 salvezze su 4 opportunità in 37 partite. Successivamente passò nella Florida State League singolo A avanzato con i Vero Beach Devil Rays, finì con 4.50 di ERA in una singola partita. Nel 1998 chiuse con 2 vittorie e 5 sconfitte, 4.61 di ERA e 2 salvezze su 2 opportunità in 22 partite.
Nel 2000 finì con 4 vittorie e 5 sconfitte, 3.82 di ERA in 25 partite, poi passò nella Texas League doppio A con i San Antonio Missions, finendo con 1.93 di ERA in 9 partite. Infine passò nella Pacific Coast League triplo A con gli Albuquerque Isotopes, chiuse con 18.00 di ERA in una singola partita. Nel 2001 passò nella Southern League doppio A con i Jacksonville Suns, chiuse con 5 vittorie e 4 sconfitte, 1.94 di ERA in 54 partite. Successivamente nella Pacific Coast League con i Las Vegas 51s, finendo con nessuna vittoria e una sconfitta, 7.27 di ERA in 6 partite.
Nel 2002 giocò nella Southern League con i Chattanooga Lookouts, chiuse con 2 vittorie e una sconfitta, 2.56 di ERA e nessuna salvezza su 4 opportunità in 28 partite. Giocò nella International League triplo A con i Louisville Bats chiudendo con una vittoria e una sconfitta, 3.04 di ERA in 20 partite. Infine con i Norfolk Tides, finendo con 7.00 di ERA e nessuna salvezza su 2 opportunità in 5 partite. Nel 2003 chiuse con 3 vittorie e 2 sconfitte, 3.97 di ERA in 15 partite.
Nel 2004 chiuse con 4 vittorie e 3 sconfitte, 5.30 di ERA in 32 partite. Nel 2006 con 6.23 di ERA in 3 partite.
Nel 2011 giocò nella Gulf Coast League rookie con i GCL Yankees, finendo con 0.00 di ERA in una partita. Nel 2012 chiuse con 0.00 di ERA in 4 partite. Poi nella New York-Penn League A stagione breve con i Staten Island Yankees, chiudendo con 3.00 di ERA in 3 partite. Successivamente nella Florida State League con i Tampa Yankees, finendo con 18.00 di ERA in una singola partite. Infine passò nella Eastern League con i Trenton Thunder finendo con 0.00 di ERA in 2 partite.
Nel 2013 giocò nella Florida State League singolo A avanzato con i St. Lucie Mets finendo con 1.93 di ERA in 5 partite (4.2 inning). Poi passò nella Eastern League doppio A con i Binghamton Mets finendo con 1.26 di ERA e nessuna salvezza su una opportunità in 14 partite. Infine passò nella International League triplo A con i Las Vegas 51s finendo con 0.00 di ERA e una salvezza su una opportunità in 3 partite.

### Major League

#### New York Mets (2002-2004, 2006-2010, 2013)
Debuttò nella MLB il 4 settembre 2002, allo Shea Stadium di New York, contro i Florida Marlins. Chiuse la stagione con 7.50 di ERA in 6 partite (6.o inning). Nel 2003 finì con 3.35 di ERA in 23 partite (48.1 inning).
Nel 2004 chiuse con una vittoria e una sconfitta, 5.40 di ERA in 22 partite (181 inning). Nel 2006 chiuse con 7 vittorie e 2 sconfitte, 2.09 di ERA e nessuna salvezza su 3 opportunità in 64 partite (60.1 inning).
Nel 2007 firmò un contratto annuale per 602.000 dollari, finì con 2 vittorie e 2 sconfitte, 3.09 di ERA e 2 salvezze su 4 opportunità in 78 partite (10° nella National League) (64.0 inning). Nel 2008 firmò un contratto annuale per 1.025.000 dollari, chiuse con 3 vittorie e 4 sconfitte, 4.05 di ERA, 21 hold (8° nella NL) e 2 salvezza su 4 opportunità in 86 partite (1° nella NL) (53.1 inning).
Nel 2009 firmò per 161.250 dollari, terminò con 6 vittorie e 4 sconfitte, 3.03 di ERA, nessuna salvezza su 2 opportunità e 24 hold (8° nella NL) in 88 partite (1° nella NL) (59.1 inning). Il 19 gennaio 2010 firmò per 2.900.000 dollari per un anno, finì con 3 vittorie e 6 sconfitte, 3.30 di ERA, nessuna salvezza su una opportunità e 23 hold (5° nella NL) in 92 partite (1° nella NL) (62.2 inning).
Il 3 gennaio 2011 firmò con i New York Yankees un contratto di due anni per un totale di 8.000.000 dollari, ma non scese mai in campo.
Il 21 gennaio 2013 firmò per un anno a 1.000.000 di dollari di nuovo con i Mets. Il 23 febbraio 2013 dopo una risonanza magnetica al torace gli venne trovato un piccolo foro nella parte esterna del cuore. Nelle due settimane successive venne monitorizzato da un macchinario durante le sue attività agonistiche. Finita la prestagione venne assegnato ai St. Lucie Mets. Il 2 agosto venne promosso in prima squadra per sostituire l'infortunato Josh Edgin. Chiuse la stagione con nessuna vittoria e 2 sconfitte, 3.97 di ERA in 25 partite (11.1 inning).

#### St. Louis Cardinals (2014)
Il 25 maggio 2014, Feliciano firmò un contratto di minor league con i St. Louis Cardinals.

#### Chicago Cubs (2015)
Il 4 febbraio 2015, Feliciano firmò un contratto di minor league con i Chicago Cubs.

## Numeri di maglia indossati
- n° 55 con i New York Mets (2002-2004)
- n° 39 con i Mets (2006)
- n° 25 con i Mets (2006-2010)
- n° 55 con i Mets (2013)